# Elpis (czasopismo)
Elpis (z gr. ‘nadzieja’) – czasopismo teologiczne Katedry Teologii Prawosławnej Uniwersytetu w Białymstoku. Wydawcą czasopisma jest Wydawnictwo Uniwersytetu w Białymstoku.
Kontynuacja pisma Elpis wydawanego przed wojną przez Studium Teologii Prawosławnej Uniwersytetu Warszawskiego. Czasopismo publikuje recenzowane artykuły naukowe dotyczące prawosławnej teologii oraz historii i kultury prawosławia.